# آمینومترادین
آمینومترادین (انگلیسی: Aminometradine) یک داروی دیورتیک ضعیف است که برای کنترل ادم در افرادی که از نارسایی احتقانی قلب خفیف رنج می‌بردند استفاده می‌شود.